# ژرژ ده لا شاپل
 ژرژ ده لا شاپل (فرانسوی: Georges de la Chapelle‎؛ زاده ۱۶ ژوئیهٔ ۱۸۶۸ درگذشته ۲۷ اوت ۱۹۲۳) یک تنیس‌باز اهل فرانسه بود.